# 키아니디움과
키아니디움과(Cyanidiaceae)는 키아니디움강 키아니디움목에 속하는 홍조류과의 하나이다. 2속 3종으로 이루어져 있다.

## 하위 분류
- 키아니디오스키존속 (Cyanidioschyzon) P.De Luca, R.Taddei & L.Varano, 1978 - 유일종
  - C. merolae
- 키아니디움속 (Cyanidium) - 2종
  - C. caldarium
  - C. maximum
- 로도콕쿠스속 (Rhodococcus) - 유일종
  - R. caldarius - C. caldarium의 이명